# Carvalho (Penacova)
Carvalho ist eine Gemeinde (Freguesia) im portugiesischen Kreis Penacova. In ihr leben 677 Einwohner (Stand 19. April 2021).